# Al-Marj
al-Marj (in arabo المرج‎?), letteralmente il prato, è una città della Cirenaica nella Libia nord-orientale, è il capoluogo dell'omonimo distretto. La città sorge in una pianura sulla estremità occidentale delle Montagna Verde, a circa 85 km a nord-est di Bengasi. La popolazione stimata (2003) è di 81 818 abitanti. 
La pianura di al-Marj gode di una quantità annua di pioggia di circa 400 mm, molto superiore alla media della regione, per questa ragione la città è il principale centro commerciale della regione per l'agricoltura. I principali prodotti sono i cereali come l'orzo e il grano, frutta e verdura.
Corrispondente all'antica colonia greca di Barca, fu ribattezzata nel periodo del colonialismo italiano con il nome di Barce.

## Storia
Nell'area in cui si trova l'odierna città di al-Marj, sorgeva l'antica colonia di Barce, fondata dai greci nel 560 a.C. Successivamente la città fu conquistata dai Romani, quindi passò sotto il controllo dei Bizantini, divenendo parte dell'Esarcato d'Africa fino alla conquista da parte degli Arabi nel 642 d.C.
Nel 1521, quando la regione fu conquistata dai Turchi Ottomani, la città prese il nome arabo di Barqa, che mantenne per tutta la dominazione ottomana fino al 1911. Durante questo periodo, nel 1842, gli Ottomani costruirono un forte, intorno al quale si sviluppò rapidamente quella che diverrà la moderna città di al-Marj.
Nel 1913 la città passa sotto il controllo italiano (1913-1941) che ne favorisce lo sviluppo, facendone un centro commerciale, amministrativo e di villeggiatura. Fu costruita una ferrovia, che la congiungeva a Bengasi. Secondo il Censimento del 1939 la città aveva in quell'anno 28.422 abitanti, di cui 2.586 di nazionalità italiana.
Dal 1942 al 1943, la città fu la capitale della Cirenaica sotto occupazione britannica.
Il 21 febbraio 1963 un forte terremoto di magnitudo 5,6 della scala Richter distrusse gran parte della città e uccise circa 300 persone, ferendone oltre 500. La città venne ricostruita a circa 5 km dalla sede precedente e i lavori finirono nel 1970.